# Dummie de Mummie en de Sfinx van Shakaba
Dummie de Mummie en de Sfinx van Shakaba is een Nederlandse jeugdfilm uit 2015 onder regie van Pim van Hoeve. De film is gebaseerd op het gelijknamige boek uit de Dummie de Mummie boekenreeks van Tosca Menten en is het vervolg op de film Dummie de Mummie uit 2014. De hoofdrollen worden vertolkt door Julian Ras, Yahya Gaier en Roeland Fernhout.

## Verhaal
Tijdens het ontbijt aan tafel beseft Dummie dat hij, omdat hij niet kan eten, ook niet groot kan worden zoals zijn vader, de farao. Als dat niet lukt dan wil hij in ieder geval net zo beroemd worden als zijn vader. Dummie doet daarom mee aan een wedstrijd portretschilderen. Juffrouw Friek staat hiervoor model. Goos verzint ondertussen een oplossing voor Dummies anatomieprobleem. De zoektocht verwijst naar een magisch beeldje dat op de bodem van de zee ligt.

## Rolverdeling
| Acteur           | Personage            |
| ---------------- | -------------------- |
| Julian Ras       | Goos Guts            |
| Yahya Gaier      | Dummie               |
| Roeland Fernhout | Klaas Guts           |
| Marcel Hensema   | Meester Krabbel      |
| Jennifer Hoffman | Juffrouw Friek       |
| Sophie Cohen     | Anna-Lies            |
| Naomi Tarenskeen | Lissy                |
| Noah de Nooij    | Ebbie                |
| Katja Schuurman  | Simone van Rijn      |
| Ian Bok          | Vader van Anna-Lies  |
| Mike Weerts      | Suppoost             |
| Bert Hana        | Suppoost             |
| Hans Dagelet     | Frans de Oude Zeeman |
| Lukas Dijkema    | Schipper             |
| Pim van Hoeve    | Stem van Papegaai    |